# Ubstadt-Weiher
Ubstadt-Weiher – gmina w Niemczech, w kraju związkowym Badenia-Wirtembergia, w rejencji Karlsruhe, w regionie Mittlerer Oberrhein, w powiecie Karlsruhe, Leży ok. 25 km na północny wschód od Karlsruhe, przy autostradzie A5, drodze krajowej B3 i linii kolejowej Mannheim – Karlsruhe.

## Współpraca
Miejscowości partnerskie:
- Montbard, Francja
- Nünchritz, Saksonia
- Szolnok, Węgry